# تولید هم‌زمان
تولید هم‌زمان گرما و برق (به انگلیسی: Combined Heat and Power) یا به اختصار تولید هم‌زمان معروف به CHP، یکی از مهم‌ترین کاربردهای تولید پراکنده است؛ که عبارت است از تولید هم‌زمان و توأم ترمودینامیکی دو یا چند شکل انرژی از یک منبع ساده اولیه.
در مولدهای قدرت امروزی، معمولاً از سوزاندن سوخت‌های فسیلی و گرمای حاصله برای تولید قدرت محوری و سپس تبدیل آن به انرژی الکتریسیته استفاده می‌شود. متداول‌ترین این نوع سیستم‌ها، نیروگاه‌های عظیم برق هستند. در نیروگاه‌های حرارتی که سهم عمده‌ای در تأمین نیاز الکتریسیته جوامع مختلف دارند، به‌طور متوسط تنها یک‌سوم از انرژی سوخت ورودی، به انرژی مفید الکتریسیته تبدیل می‌شود، به عبارت دیگر بازده این نیروگاه‌ها حدود ۳۰ تا ۳۵ درصد است. در این نوع نیروگاه‌ها، مقدار زیادی انرژی حرارتی از طرق مختلف نظیر کندانسور، دیگ بخار، برج خنک‌کن، پمپ‌ها و سیستم لوله‌کشی موجود در تأسیسات، به هدر می‌رود. از این گذشته، در شبکه‌های انتقال برق نیز حدود ۱۵ درصد از انرژی الکتریسیته تولیدی، تلف می‌شود. اگر تولید برق در محل مصرف صورت بگیرد، این مقدار اتلاف عملاً وجود نخواهد داشت.
استفاده هرچه بیشتر از گرمای آزاد شده در حین فرایند سوختن سوخت، باعث افزایش بازده انرژی و کاهش مصرف سوخت و در نتیجه کاهش هزینه‌های مربوط به تأمین انرژی اولیه می‌شود.
از گرمای اتلافی بازیافتی از این سیستم‌ها، می‌توان برای مصارف گرمایشی، سرمایشی و بسیاری از فرایندهای صنعتی استفاده کرد. تولید هم‌زمان برق و گرما، می‌تواند علاوه بر افزایش بازده و کاهش مصرف سوخت، باعث کاهش انتشار گازهای آلاینده شود. در CHP، از انرژی گرمایی تولیدی به عنوان منبع انرژی در فرایند تولید قدرت استفاده می‌شود. مصرف کنندگانی که به مقدار انرژی گرمایی زیادی در طول روز نیاز دارند (صنایع تولیدی، بیمارستان‌ها، ساختمان‌ها، دفاتر بزرگ، خشک‌شویی‌ها و…) می‌توانند برای کاهش هزینه‌های خود به نحوی مطلوب از CHP بهره ببرند.
سابقه تاریخی استفاده از گرمایش مرکزی، به زمان امپراتوری‌های پیشرفته یونان و روم بازمی‌گردد. آن‌ها برای اولین بار، آب گرم خروجی از لایه‌های آهکی را با حفر کانال به حمام‌های عمومی، ورزشگاه، قصرها و قلعه‌های نظامی منتقل کردند. در اوایل قرن بیستم، اغلب کارخانه‌های صنعتی، برق مورد نیاز خود را با استفاده از دیگ‌های زغال‌سوز و ژنراتورهای توربین بخار، تولید می‌کردند. در بسیاری از این کارخانه‌ها، از بخار داغ خروجی در فرایندهای صنعتی استفاده می‌شد به‌طوری‌که در اوایل ۱۹۰۰ در آمریکا، حدود ۸۵درصد از کل توان تولیدی توسط نیروگاه‌های صنعتی در محل مصرف، به صورت تولید هم‌زمان بوده‌است.
هنگامی که نیروگاه‌های برق مرکزی و شبکه‌های قابل اطمینان برق ساخته شدند، هزینه‌های تولید و تحویل برق، پایین بود و بسیاری از کارخانه‌های صنعتی شروع به خریداری برق از این شبکه‌ها کرده و تولید برق خود را متوقف کردند. دیگر عواملی که در کاهش استفاده تولید هم‌زمان دخیل بودند عبارتند از: قانونمند شدن تولید برق، سهم اندک هزینه‌های خرید برق از شبکه در مجموع هزینه‌های جاری کارخانه‌ها، پیشرفت تکنولوژی‌های دیگ‌های بخار نیروگاهی، فراهم بودن سوخت‌های مایع و گازی در پایین‌ترین قیمت و نبود یا کمبود محدودیت‌های زیست‌محیطی.
در ۱۹۷۳، پس از افزایش هنگفت هزینه‌های سوخت و متعاقب آن بروز بحران انرژی در اغلب کشورهای جهان، روند یاد شده در تولید همزمان، به صورت معکوس آغاز شد. بر اثر کاهش منابع سوخت فسیلی و افزایش قیمت‌ها، این سیستم‌ها که دارای بازده انرژی بالاتری بودند، بسیار مورد توجه قرار گرفتند.
تولید همزمان، علاوه بر کاهش مصرف سوخت، میزان گازهای آلاینده را نیز کاهش می‌دهد. به همین علت، کشورهای اروپایی و آمریکا، اقداماتی را در زمینه افزایش استفاده از تولید همزمان، انجام دادند. در سال‌های اخیر نیز تولید هم‌زمان نه‌تنها در صنعت بلکه در دیگر بخش‌های کسب‌وکار توسعه یافته‌است. انجام پروژه‌های تحقیق و توسعه نیز به پیشرفت‌های مهم تکنولوژی نظیر فناوری پیل سوختی منجر شده‌است. امروزه پیل‌های سوختی به یکی از سیستم‌های نوظهور در زمینه تولید انرژی تبدیل شده‌اند.

## فرایند تولید هم‌زمان برق و گرما
در مدل‌سازی سیستم تولید هم‌زمان برق و حرارت، فرض شده‌است که می‌توان، تلفات ناشی از گازهای داغ خروجی از توربین‌های گازی را به صورت بازیافت حرارت، وارد شبکه تولید هم‌زمان برق و حرارت کرد. انتخاب‌های مطرح برای استفاده از بازیافت حرارت، استفاده از نیروگاه سیکل ترکیبی معمولی برای تولید برق، استفاده از بویلر بازیافت حرارت برای تولید آبگرم و استفاده از توربین بخار پس‌فشاری برای تولید برق و آبگرم است. بر اساس اطلاعات فی موجود، بازده توربین گازی پس از نصب سیستم بازیافت حرارت، از حدود ۳۴ درصد به بیش از ۷۰ درصد افزایش می‌یابد؛ لذا تلفات توربین‌های گازی از حدود ۶۶ درصد به کمتر از ۳۰ درصد می‌رسد.
سیستم CHP، دارای یک مولد قدرت، مبدل‌های حرارتی بازیافت گرما، ژنراتور، لوله‌ها و اتصالها و دیگر تجهیزات نظیر پمپ‌ها و عایق‌ها و غیره است. اگر این سیستم مجهز به مصارف سرمایشی شود، به یک چیلر تراکمی یا جذبی نیاز دارد. به این نوع سیستم‌ها CCHP یا Trigeneration می‌گویند که از توانایی تولید هم‌زمان برق، گرما و سرما برخوردارند.
مولد قدرت اولیه در سیستم‌های CHP، معمولاً موتورهای احتراقی، توربین گازی، میکروتوربین و پیل سوختی است. کیفیت گرمای خروجی هر یک از این فناوری‌ها، متفاوت بوده و بسته به کاربردهای مختلف و نیاز گرمایشی، می‌توان یکی از آن‌ها را به کار برد. امروزه از نظر هزینه نصب و راه‌اندازی، موتورهای احتراقی دارای پایین‌ترین قیمت و سیستم‌های پیل سوختی با توجه به اینکه هنوز به مرحله تجاری شدن نرسیده‌اند، بالاترین هزینه را دارند.

## مزایای این سیستم
در این سیستم‌ها، بازده انرژی افزایش قابل توجهی می‌یابد. ایران در سیستم‌های معمولی خود، ۳۰ درصد از انرژی ورودی را به انرژی مفید تبدیل می‌کند. این میزان در نیروگاه‌های سیکل ترکیبی به ۵۰ درصد می‌رسد. البته نباید تلفات زیاد انرژی در خطوط انتقال نیرو و مصارف داخلی نیروگاه‌ها را نادیده گرفت. در سیستم CHP حدود ۸۰ درصد از انرژی ورودی به انرژی مفید تبدیل می‌شود. اگر از پیل سوختی استفاده شود، بازده تا نزدیکی ۹۰ درصد هم می‌رسد.
از دیگر مزایای این سیستم، کاهش هزینه‌های انرژی اولیه برای مصرف کنندگان است در سیستم‌های معمولی مصرفکننده مجبور است برق را از شبکه‌های تولید و توزیع برق خریداری کند. برای مصارف گرمایشی نیز باید گاز طبیعی یا فسیلی خریداری شود. در سیستم CHP، مصرفکننده از شبکه برق مستقل شده و چون از گاز یا سوخت فسیلی در بالاترین حد بهره‌وری استفاده می‌کند، هزینه‌هایش به شدت پایین می‌آیند.
در CHPها، از یک مبدل برای تبدیل برق از DC به AC در خروجی سیستم استفاده می‌شود که باعث یکنواخت شدن و بدون نوسان بودن ولتاژ و فرکانس می‌شود و هیچ آسیبی به دستگاه‌ها و تجهیزات برقی وارد نمی‌آید. در صورتی که برق شبکه‌ها، دارای نوسان ولتاژ و افت فرکانس بوده و مقدار زیادی از انرژی الکتریسیته، از طریق خطوط انتقال نیرو به هدر می‌رود. در CHP از آنجا که برق در محل مصرف، تولید می‌شود، این بخش از تلفات به صفر می‌رسد. تولیدکنندگان برق از این طریق می‌توانند بخشی از برق تولیدی خود را در ساعات اوج مصرف، به شبکه برق بفروشند.
تولید هم‌زمان گرما و برق، می‌تواند علاوه بر افزایش بازده و کاهش مصرف سوخت باعث کاهش انتشار گازهای آلاینده نیز گردد.